# John Halliday
Pour les articles homonymes, voir Hallyday.
Ne doit pas être confondu avec Johnny Hallyday.
John Halliday est un acteur américain, né à New York (quartier de Brooklyn) le 14 septembre 1880 et mort à Honolulu à Hawaï le 17 octobre 1947.

## Biographie
Il débute au théâtre en 1912, à Broadway, et y joue des pièces jusqu'en 1937.
Au cinéma, où il interprétera souvent des rôles d'aristocrates, il apparaît dès 1911 et tourne son dernier film en 1941. Durant la période du muet, il est parfois crédité "Jack Halliday".

## Théâtre
(pièces à Broadway)
- 1912-1913 : The Whip de Cecil Raleigh et Henry Hamilton, avec Lumsden Hare
- 1915 : Stolen Orders de Cecil Raleigh et Henry Hamilton
- 1915-1916 : The Ware Case de George Feydell, avec Montagu Love
- 1918-1919 : A Place in the Sun de (et avec) Cyril Harcourt
- 1919 : Three for Diana de Chester Bailey Fernald, d'après Il Terzo Marito de Sabatino Lopez
- 1919 : The Dancer d'Edward Locke, avec Renée Adorée
- 1920 : The Hole in the Wall de Fred Jackson, avec Charles Halton
- 1920-1921 : The Woman of Bronze de Paul Kester, avec Walter Connolly
- 1921-1922 : The Circle de William Somerset Maugham (adaptée au cinéma en 1925)
- 1922 : East of Suez de William Somerset Maugham
- 1922-1923 : The Masked Woman de Kate Jordan
- 1923 : Two Fellows and a Girl de Vincent Lawrence, production de George M. Cohan, avec Alan Dinehart
- 1924-1925 : Dancing Mothers d'Edgar Selwyn et Edmund Goulding, avec Helen Hayes, Henry Stephenson
- 1926 : Sour Grapes de Vincent Lawrence
- 1927-1928 : The Spider de Fulton Oursler et Lowell Brentano
- 1928-1929 : Jealousy de Louis Verneuil, adaptation par Eugene Walter, avec Fay Bainter (adaptée au cinéma en 1946)
- 1929 : The Humbug de Max Marcin, avec Paul Harvey
- 1929-1930 : Damn your Honor de Bayard Veiller et Becky Gardiner, avec Jessie Royce Landis, Frederick Worlock
- 1934-1935 : Rain from Heaven de S.N. Behrman, avec Thurston Hall
- 1936-1937 : Tovarich de Jacques Deval, adaptation de Robert E. Sherwood, avec Frederick Worlock (adaptée au cinéma en 1937)

## Filmographie partielle

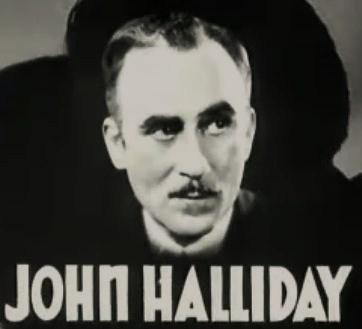
Dans la bande-annonce de Registered Nurse (1934)

- 1920 : A Desperate Tenderfoot de Otis Thayer
- 1921 : A Western Feud de Otis Thayer
- 1921 : The Golden Lure de Otis Thayer
- 1921 : The Outlaw's Revenge de Otis Thayer
- 1931 : Fifty Million Frenchmen de Lloyd Bacon
- 1931 : Consolation Marriage de Paul Sloane
- 1931 : The Ruling Voice de Rowland V. Lee
- 1931 : Transatlantique (Transatlantic) de William K. Howard
- 1932 : Week Ends Only de Alan Crosland
- 1932 : Impatient Maiden de James Whale
- 1932 : L'Oiseau de paradis (Bird of Paradise) de King Vidor
- 1933 : Le Parfait Accord (Perfect Understanding) de Cyril Gardner
- 1933 : La Revanche du cœur (Bed of Roses) de Gregory La Cava
- 1933 : Sa douce maison (The House on 56th Street) de Robert Florey
- 1934 : Rayon d'amour (Happiness Ahead) de Mervyn LeRoy
- 1934 : L'Ombre du passé (Registered Nurse) de Robert Florey
- 1934 : Filles d'Amérique (Finishing School) de George Nichols Jr. et Wanda Tuchock
- 1934 : Femme d'intérieur (Housewife) d'Alfred E. Green
- 1935 : Peter Ibbetson de Henry Hathaway
- 1935 : L'Ange des ténèbres (The Dark Angel) de Sidney Franklin
- 1936 : Désir (Desire) de Frank Borzage
- 1938 : Le Retour d'Arsène Lupin (Arsène Lupin Returns) de George Fitzmaurice
- 1938 : Cet âge ingrat (That Certain Age) d'Edward Ludwig
- 1939 : Intermezzo (Intermezzo : A Love Story) de Gregory Ratoff
- 1939 : Hôtel pour femmes (Hotel for women) de Gregory Ratoff
- 1940 : Indiscrétions (The Philadelphia Story) de George Cukor
- 1940 : Escape to Glory de John Brahm
- 1941 : Lydia de Julien Duvivier